# ISS Reshetnev
ISS Reshetnev (ОАО «Информационные спутниковые системы» имени академика М. Ф. Решетнёва soit « Informatsionnïe sputnikovïe systemy » imeny akademika M. F. Reshetnïova ; JSC « Système de satellites d'information » - nommé d'après l'académicien M. F. Reshetnev") autrefois NPO PM (NPO Prikladnoi Mekhaniki) est le principal constructeur russe de satellites. L'entreprise est implantée dans la ville de Jeleznogorsk non loin de Krasnoïarsk en Sibérie occidentale.

## Production
Reshetnev joue un rôle central dans la conception et la construction des satellites de télécommunications et de navigation soviétiques et russes depuis le milieu des années 1960. La société a construit plus de 1 160 satellites depuis sa création de 30 types différents.
L'entreprise emploie en 2014 plus de 8 500 personnes dont environ 200 détiennent un diplôme universitaire de niveau doctorat
.
ISS Reshetnev construit notamment :
- les satellites de télécommunications à usage civil Express (anciennes productions Ekran pour les liaisons civiles, Gorizont pour la télévision et Radouga militaires)
- les satellites de télécommunication en orbite de Molnia Meridian qui ont pris la suite des Molnia construits par la même entreprise.
- les satellites relais en orbite géostationnaire Loutch et Garpoun (pour les données des satellites de reconnaissance). Reshetnev a également produit la série des Potok prédécesseurs des Garpoun.
- les satellites de navigation GLONASS (anciennes productions Tsikada et Nadezhda)

Les productions passées comprennent :
- les satellites de géodésie Sfera et Geo-IK
- les satellites de télécommunication en orbite basse Gonets
- plusieurs séries de petits satellites technologiques et scientifiques : Ionosfernaïa Stantsiïa, Zeya...

## Historique
L'entreprise est créée en 1959 par le bureau d'études OKB-1 de Sergueï Korolev, fondateur du programme spatial soviétique, dans ce qui était alors la ville fermée Krasnoïarsk-26 spécialisée dans la fabrication des têtes nucléaires des missiles balistiques. Mikhail Reshetnev, un des jeunes ingénieurs et protégés de Korolev, est nommé responsable du nouveau bureau d'études baptisé OKB-10 qui sera renommé par la suite "NPO Prikaldnoy mekhaniki" (NPO PM). L'un des premiers projets de l'OKB est le développement d'une nouvelle version du lanceur léger Cosmos. Le bureau d'études, après avoir construit des satellites scientifiques et de navigation, développe au milieu des années 1970 les satellites de télécommunications Molnia dont les trois premiers exemplaires sont lancés en 1967. En 1982 le premier satellite GLONASS, conçu par Reshetnev, est lancé.

## Partenariat avec Thales Alenia Space
À partir des années 1980, la recherche et développement est laissé à l'abandon, et ISS Reshetnev a continué pendant deux décennies de produire en série des satellites dont la technologie remontait aux années 1970. Pour ses satellites de télécommunications à usage civil, l'entreprise développe la série Express dans le cadre d'un partenariat avec Thales Alenia Space (TAS) qui a été inauguré en 1985. Ce partenariat se renforce en 2000 lorsque ISS Rechetniev décide de s’associer avec le constructeur de satellites franco-italien pour construire le satellite SESAT (Sibérie-Europe-SATellite). Les russes fournissent la plate-forme, et TAS fournit la charge utile (répéteurs satellite). Depuis cette date les satellites de télécommunications de cette entreprise embarquent plusieurs composants importants fabriqués en France : répéteurs de TAS, batteries de Saft ou les capteurs stellaires de Sodern en Île-de-France.